# Tolpia lobifera
Tolpia lobifera là một loài bướm đêm trong họ Erebidae.